# フォート・ローダーデール (ドック型輸送揚陸艦)
|          |                                                                        |
| 艦歴     |                                                                        |
| 発注     | 2016年12月19日                                                         |
| 起工     | 2017年10月13日                                                         |
| 進水     | 2020年3月28日                                                          |
| 就役     | 2022年7月30日                                                          |
| 母港     | バージニア州ノーフォーク海軍基地                                       |
| 退役     |                                                                        |
| 性能諸元 |                                                                        |
| 排水量:  | 満載：25,000トン                                                       |
| 長さ     | 全長：208.5 m (684 ft), 水線長：201.4 m (661 ft)                       |
| 幅       | 全幅：31.9 m (105 ft), 水線長：29.5 m (97 ft)                          |
| 吃水     | 7 m (23 feet)                                                          |
| 機関     | CODAD方式、2軸推進 ターボチャージド・ディーゼル 4基、40,000 HP (30 MW) |
| 最大速力 | 22ノット (41 km/h)                                                     |
| 航続距離 |                                                                        |
| 乗員     | 士官28名、兵員332名                                                    |
| 兵装     | Mk 46 30mm機関砲 2門 RAM発射機 2基                                     |
| 艦載機   | CH-46 4機またはMV-22B 2機                                              |
| 上陸艇   | LCAC 2隻またはLCU 1隻                                                  |
| 兵員     | 650名                                                                  |
| モットー |                                                                        |

フォート・ローダーデール (USS Fort Lauderdale, LPD-28) は、アメリカ海軍の揚陸艦。サン・アントニオ級ドック型輸送揚陸艦の12番艦。フロリダ州フォート・ローダーデールに因んで命名された。
サン・アントニオ級ドック型輸送揚陸艦のうち、米海軍艦で一般的な鋼材三脚型マストに変更された最初の一隻である。艦内の仕様も大幅な変更が行われており、揚陸部隊の搭載人数は650名に減少している。